# ألبيرتو سافيدرا
ألبيرتو سافيدرا (بالإسبانية: Alberto Saavedra Muñoz)‏ (29 أكتوبر 1981 بأوفييدو في إسبانيا - ) هو لاعب كرة قدم إسباني في مركز الدفاع. لعب مع أدو دين هاغ وريال أوفييدو ونادي أونتينيينت ونادي فيسينداريو ونومانسيا وMarino de Luanco ‏ وReal Oviedo Vetusta ‏ وCaudal Deportivo ‏.

## روابط خارجية
- ألبيرتو سافيدرا على موقع قاعدة بيانات كرة القدم.إي يو (الإنجليزية)
- ألبيرتو سافيدرا على موقع Soccerway.com (الإنجليزية)
- ألبيرتو سافيدرا على موقع AS.com (الإسبانية)